# Crystal Dunn
Crystal Alyssia Dunn (* 3. Juli 1992 in New Hyde Park, New York), nach Heirat eigentlich Crystal Alyssia Soubrier, ist eine US-amerikanische Fußballspielerin. Mit der Frauen-Fußballnationalmannschaft der Vereinigten Staaten gewann sie 2019 den WM-Titel und 2024 die olympische Goldmedaille.

## Karriere

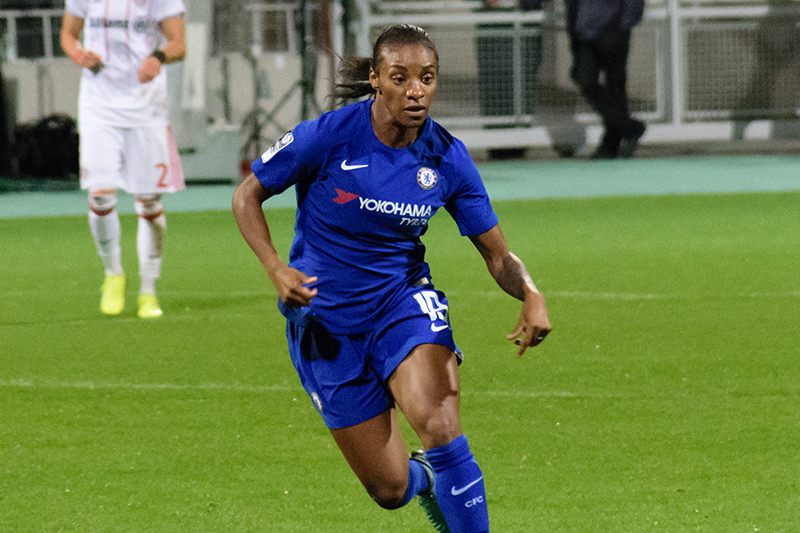
Dunn im Trikot von Chelsea

Dunn spielte während ihres Studiums an der University of North Carolina at Chapel Hill für das dortige Hochschulteam der North Carolina Tar Heels und parallel dazu im Jahr 2011 sporadisch für die W-League-Franchise der Long Island Rough Riders. Beim College-Draft zur NWSL-Saison 2014 wurde sie als erste Spielerin überhaupt von der Franchise der Washington Spirit gedraftet und debütierte für diese am 13. April im Heimspiel gegen Western New York Flash. In der Saison 2015 wurde Dunn mit 15 Saisontreffern erfolgreichste Torschützin der NWSL und als MVP der regulären Saison ausgezeichnet, im Play-off-Halbfinale unterlag man jedoch wie bereits im Vorjahr dem Seattle Reign FC.
Von Januar 2017 bis Februar 2018 spielte sie beim englischen Erstligisten Chelsea LFC. Zur Saison 2018 der NWSL kehrte Dunn in die Vereinigten Staaten zurück und schloss sich North Carolina Courage an. Sowohl mit Chelsea als auch North Carolina Courage konnte sie die Landesmeisterschaft gewinnen (2017 bzw. 2018 und 2019).
Im Oktober 2020 wurde sie zunächst an OL Reign „verkauft“ und von dort weiter an den Portland Thorns FC.

### Nationalmannschaft
Dunn spielte für die U-17-, U-18- und U-20-Mannschaften der USA und nahm unter anderem an der U-17-WM 2008, der U-20-WM 2010 und der U-20-WM 2012 teil.
Am 13. Februar 2013 kam sie bei einem Freundschaftsspiel gegen Schottland erstmals in der A-Nationalmannschaft der USA zum Einsatz und nahm mit dieser wenige Wochen später siegreich am Algarve-Cup 2013 teil. Auch für den Algarve-Cup 2015 wurde sie nominiert, kam aber zu keinem Einsatz. Nachdem sie für die WM 2015 nicht nominiert worden war, stand sie im September 2015 wieder im Kader für zwei Spiele gegen Haiti. Im ersten Spiel am 17. September erzielte sie in der Nachspielzeit mit dem 5:0-Endstand ihr erstes Länderspieltor.

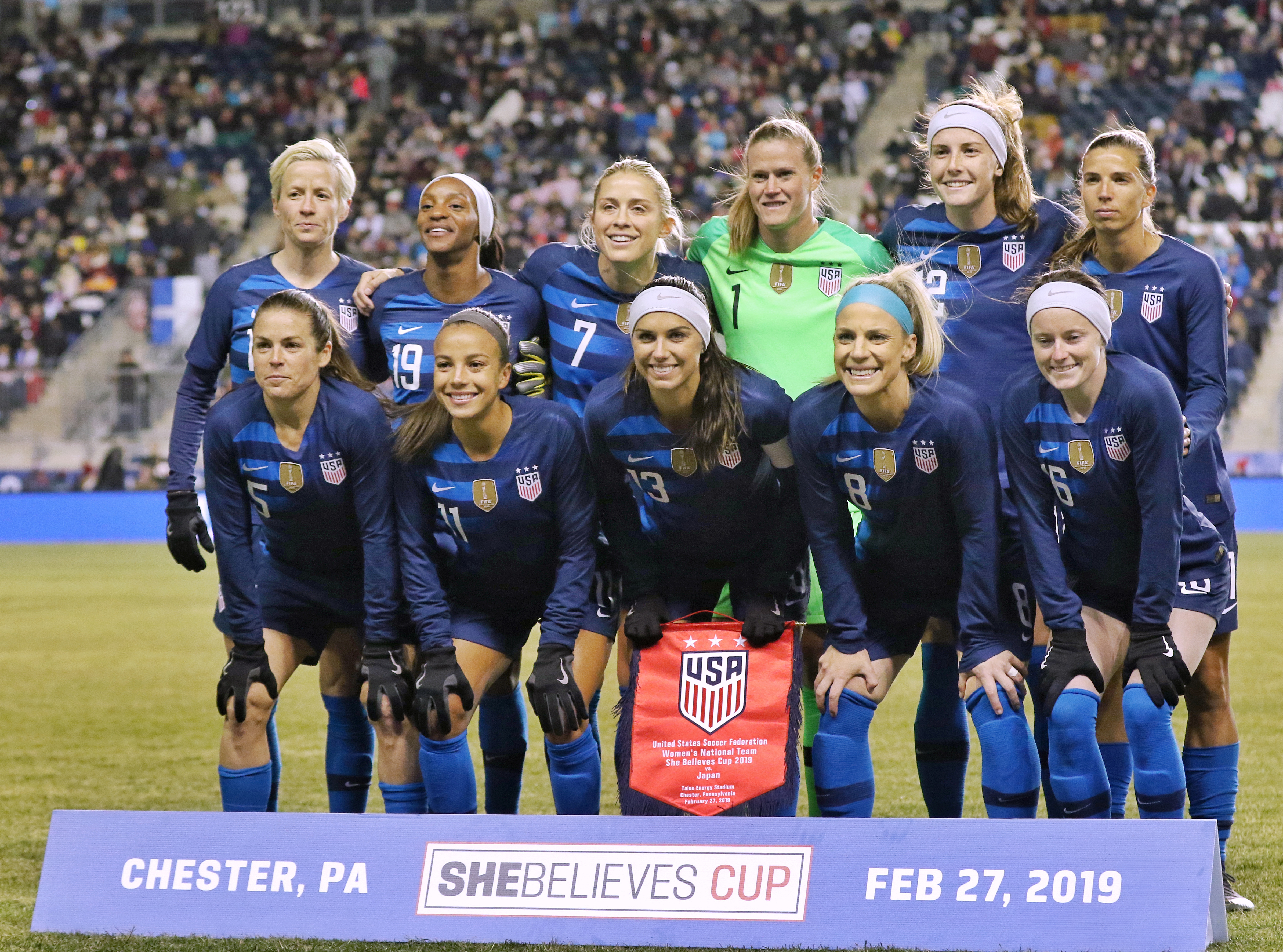
Dunn (hinten, 2. von li., Nr. 19) mit der Nationalmannschaft vor dem Spiel gegen Japan am 27. Februar 2019

Am 15. Februar 2016 erzielte sie im Rahmen der Qualifikation für die Olympischen Sommerspiele 2016 beim ersten Länderspiel der USA gegen Puerto Rico, das mit 10:0 gewonnen wurde, erstmals fünf Tore in einem Länderspiel, was zuvor erst sechs US-Spielerinnen gelang. Sie kam in allen Spielen zum Einsatz und wurde mit insgesamt sechs Toren mit dem „Goldenen Schuh“ als beste Torschützin ausgezeichnet.  Bei den  Olympischen Spielen kam sie in den vier Spielen zum Einsatz und erzielte beim 2:2 gegen Kolumbien das zwischenzeitliche 1:1. Durch eine Niederlage im Elfmeterschießen des Viertelfinales gegen Schweden erreichten die US-Girls erstmals nicht das Halbfinale bei den Olympischen Spielen. Sie wurde 2016 erstmals in allen 25 Spielen der Nationalmannschaft eingesetzt und erzielte 14 Tore. 2017, als die USA keins der ausgetragenen Turniere gewinnen konnte, kam sie in 12 von 16 Spielen zum Einsatz und nun in der Abwehr eingesetzt erzielte sie vier Tore. Besser lief es dann 2018: die USA gewannen sowohl den SheBelieves Cup 2018, das Tournament of Nations 2018 als auch den CONCACAF Women’s Gold Cup 2018. Dunn kam zu 18 Einsätzen, in denen ihr zwei Tore gelangen.
Am 1. Mai wurde sie für die WM 2019 nominiert. Die kleinste Spielerin des Kaders kam bei der WM in sechs Spielen als Linksverteidigerin zum Einsatz, in denen sie jeweils die volle Spielzeit auf dem Platz stand. Nur im Gruppenspiel gegen Chile, als die meisten Stammspielerinnen nicht eingesetzt wurden, saß auch sie auf der Bank.
Am 7. Februar 2020 bestritt sie im Halbfinale der Olympiaqualifikation gegen Mexiko ihr 100. Länderspiel.
Am 23. Juni 2021 wurde sie für die wegen der COVID-19-Pandemie um ein Jahr verschobenen Olympischen Spiele nominiert. Bei den Spielen wurden sie in allen sechs Spielen eingesetzt. Bei der Auftaktniederlage gegen Schweden wurde sie in der 80. Minute und beim anschließenden 6:1-Sieg gegen Neuseeland in der 84. Minute ausgewechselt. Danach bestritt sie alle Spiele über die volle Distanz und gewann mit ihrer Mannschaft die Bronzemedaille.
Am 21. Juni 2023 wurde sie für die WM-Endrunde nominiert, wurde in jedem der vier Spiele ihres Teams eingesetzt und schied mit der Mannschaft im Achtelfinale im Elfmeterschießen gegen die Schwedinnen aus.
Am 26. Juni 2024 wurde sie für die Olympischen Spiele in Paris nominiert. Sie wurde in den sechs Spielen ihrer Mannschaft eingesetzt, mit der sie die Goldmedaille gewann und bestritt im ersten Gruppenspiel gegen Sambia ihr 150. Länderspiel.

## Privates
Im Dezember heiratete Dunn den damaligen Athletiktrainer ihres Clubs Portland Thorns FC, Pierre Soubrier, und heißt seither Crystal Alyssia Soubrier. Sie läuft jedoch weiterhin unter ihrem Mädchennamen Dunn auf.

## Erfolge
- 2012: Gewinn der U-20-Weltmeisterschaft
- 2013, 2015: Gewinn des Algarve-Cups
- Goldener Schuh beim Qualifikationsturnier für die Olympischen Sommerspiele 2016
- Siegerin des SheBelieves Cup 2016, 2018, 2020, 2021, 2023 und 2024
- Englische Meisterin 2017 (Chelsea)
- Siegerin des Tournament of Nations 2018
- Siegerin des CONCACAF Women’s Gold Cup 2018
- Gewinn der NWSL-Meisterschaft 2018 und 2019 (North Carolina Courage)
- Gewinn des Women’s International Champions Cup (ohne Einsatz, mit North Carolina Courage)
- Gewinn der Fußball-Weltmeisterschaft der Frauen 2019
- Gewinn des NWSL Challenge Cup 2021 (mit Portland Thorns FC)
- Olympische Spiele 2020: Bronzemedaille
- Gewinn der NWSL-Meisterschaft 2022 (mit Portland Thorns FC)
- CONCACAF W Gold Cup 2024-Siegerin
- Olympische Spiele 2024: Goldmedaille